# 1. divisjon 2009 (football americano)
La 1. divisjon 2009 è la 24ª edizione del campionato di football americano di primo livello, organizzato dalla NAIF.

## Squadre partecipanti
| Club                    | Città        | Stadio | Sponsor ufficiale | Risultato nella stagione 2008 |
| ----------------------- | ------------ | ------ | ----------------- | ----------------------------- |
| Eidsvoll 1814's         | Eidsvoll     |        |                   |                               |
| Kristiansand Gladiators | Kristiansand |        |                   |                               |
| NTNUI Nidaros Domers    | Trondheim    |        |                   |                               |
| Oslo Vikings            | Oslo         |        |                   |                               |
| Vålerenga Trolls        | Oslo         |        |                   |                               |

## Stagione regolare

### Calendario

#### 1ª giornata
| Oslo 18 aprile 2009 | Vålerenga Trolls | 6 – 23 | NTNUI Nidaros Domers | Jordal Idrettspark |

#### 2ª giornata
| Kristiansand 25 aprile 2009 | Kristiansand Gladiators | 0 – 4 | NTNUI Nidaros Domers | Karuss |

| Eidsvoll 26 aprile 2009 | Eidsvoll 1814's | 52 – 41 | Oslo Vikings | Eidsvoll Stadion |

#### 3ª giornata
| Oslo 3 maggio 2009 | Vålerenga Trolls | 9 – 14 | Kristiansand Gladiators | Jordal Idrettspark |

#### 4ª giornata
| Kristiansand 9 maggio 2009 | Kristiansand Gladiators | 0 – 33 | Oslo Vikings | Karuss |

| Oslo 10 maggio 2009 | Vålerenga Trolls | 0 – 62 | Eidsvoll 1814's | Jordal Idrettspark |

#### 5ª giornata
| Trondheim 23 maggio 2009 | NTNUI Nidaros Domers | 12 – 37 | Eidsvoll 1814's | Heimdal |

| Oslo 23 maggio 2009 | Vålerenga Trolls | 6 – 39 | Oslo Vikings | Jordal Idrettspark |

#### 6ª giornata
| 30 maggio 2009 | NTNUI Nidaros Domers | 35 – 6 | Kristiansand Gladiators |  |

| 30 maggio 2009 | Oslo Vikings | 33 – 60 | Eidsvoll 1814's |  |

#### 7ª giornata
| Trondheim 6 giugno 2009 | NTNUI Nidaros Domers | 18 – 0 | Vålerenga Trolls | Heimdal |

| 6 giugno 2009 | Eidsvoll 1814's | 60 – 8 | Kristiansand Gladiators |  |

#### 8ª giornata
| Kristiansand 13 giugno 2009 | Kristiansand Gladiators | 20 – 16 | Vålerenga Trolls | Karuss |

| 13 giugno 2009 | Oslo Vikings | 27 – 6 | NTNUI Nidaros Domers |  |

### Classifica
La classifica della regular season è la seguente:
- PCT = percentuale di vittorie, G = partite giocate, V = partite vinte,  P = partite perse, PF = punti fatti, PS = punti subiti

#### Girone A
| Pos. | Squadra         | PCT   | G | V | N | P | PF  | PS  |
| ---- | --------------- | ----- | - | - | - | - | --- | --- |
| 1    | Eidsvoll 1814's | 1.000 | 5 | 5 | 0 | 0 | 271 | 94  |
| 2    | Oslo Vikings    | .600  | 5 | 3 | 0 | 2 | 173 | 124 |

#### Girone B
| Pos. | Squadra                 | PCT  | G | V | N | P | PF | PS  |
| ---- | ----------------------- | ---- | - | - | - | - | -- | --- |
| 1    | NTNUI Nidaros Domers    | .667 | 6 | 4 | 0 | 2 | 98 | 76  |
| 2    | Kristiansand Gladiators | .333 | 6 | 2 | 0 | 4 | 48 | 157 |
| 3    | Vålerenga Trolls        | .000 | 6 | 0 | 0 | 6 | 37 | 176 |

## Playoff

### Tabellone
|  | Semifinali | Semifinali              | Semifinali |              |    | XXIV NM-Finale  | XXIV NM-Finale | XXIV NM-Finale |  |
|  |            |                         |            |              |    |                 |                |                |  |
|  | 1A         | Eidsvoll 1814's         | 69         |              |    |                 |                |                |  |
|  | 1A         | Eidsvoll 1814's         | 69         |              |    |                 |                |                |  |
|  | 2B         | Kristiansand Gladiators | 0          |              |    |                 |                |                |  |
|  | 2B         | Kristiansand Gladiators | 0          |              | 1A | Eidsvoll 1814's | 60             |                |  |
|  |            |                         |            |              | 1A | Eidsvoll 1814's | 60             |                |  |
|  |            |                         | 2A         | Oslo Vikings | 40 |                 |                |                |  |
|  | 1B         | NTNUI Nidaros Domers    | 2A         | Oslo Vikings | 40 | 20              |                |                |  |
|  | 1B         | NTNUI Nidaros Domers    |            |              |    |                 |                |                |  |
|  | 2A         | Oslo Vikings            | 40         |              |    |                 |                |                |  |

### Semifinali
| 20 giugno 2009 | Oslo Vikings | 40 – 20 | NTNUI Nidaros Domers |  |

| Eidsvoll 21 giugno 2009 | Eidsvoll 1814's | 69 – 0 | Kristiansand Gladiators | Bøn |

### XXIV NM Finale
| Oslo 27 giugno 2009 | Oslo Vikings | 40 – 60 | Eidsvoll 1814's | Voldsløkka Stadion |

## Verdetti
- Eidsvoll 1814's Campioni della Norvegia 2009